# Скаяны (Дондюшанский район)
Скаяны также Скэень (рум. Scăieni) — село в Дондюшанском районе Молдавии. Относится к сёлам, не образующим коммуну.

## География
Село расположено на высоте 215 метров над уровнем моря.

## Население
По данным переписи населения 2004 года, в селе Скэень проживает 2037 человек (966 мужчин, 1071 женщина).
Этнический состав села:
| Национальность | Число жителей | Процентный состав |
| -------------- | ------------- | ----------------- |
| молдаване      | 2014          | 98.87             |
| украинцы       | 12            | 0.59              |
| русские        | 6             | 0.29              |
| румыны         | 3             | 0.15              |
| болгары        | 1             | 0.05              |
| прочие         | 1             | 0.05              |
| Всего          | 2037          | 100%              |